# Jackson Guitars
 (décembre 2017).
Si vous disposez d'ouvrages ou d'articles de référence ou si vous connaissez des sites web de qualité traitant du thème abordé ici, merci de compléter l'article en donnant les références utiles à sa vérifiabilité et en les liant à la section « Notes et références ».
Jackson Guitars est une marque de guitare électrique, créée en 1980 par Grover Jackson, et filiale de la compagnie Fender depuis 2002. C'est une des marques de guitares électriques les plus prestigieuses à côté des deux historiques Fender et Gibson, et la marque la plus réputée pour le hard rock et heavy metal, en concurrence directe avec des marques comme ESP, Dean, B.C. Rich voire Ibanez. Depuis plus de 30 ans, elle est en tête de file en ce qui concerne les guitares dédiées à ces styles, grâce à des guitares aux formes anguleuses, puissantes et équipées pour la technicité et la virtuosité.

## Histoire

### Charvel et Jackson, une histoire commune
Après avoir travaillé dans les ateliers Fender vers le début des années 1970, Wayne Charvel crée en 1974 un atelier de réparation de guitares électriques à Azusa en Californie, et il y embauche Grover Jackson. À l'origine, l'atelier est spécialisé dans la réparation et la modification de guitares Fender dont la période de garantie était écoulée. La boutique se forge une bonne réputation dans la réparation, la modification et les nouvelles finitions qu'elle propose. Quand le marché asiatique commença à copier et vendre à bas prix les pièces et finitions Charvel, Wayne décida de ne plus seulement customiser des Fender mais de réaliser des guitares complètes. Ces guitares Charvel étaient en grande majorité de type Fender Stratocaster avec les quelques modifications typiques de la marque, comme l'installation d'un seul micro double en chevalet. En 1978, à la suite de difficultés, Wayne Charvel vend la boutique et la marque Charvel à Grover Jackson.
Un événement marquant est le passage de Eddie Van Halen, qui s'offrit chez Charvel pour 130$, un corps en frêne type Stratocaster à tarif réduit à cause du nœud de bois qu'il comportait et un manche en érable. Ces pièces Charvel deviendront à la suite de maintes personnalisations, les bases de la Frankenstrat, guitare ensuite copiée par de nombreuses marques comme Kramer ou la filiale EVH de Fender. Eddie créa sur cette guitare l'instrumental Eruption peu après son achat.
Charvel commence alors à acquérir une certaine notoriété à travers le monde, en particulier le monde du Heavy-metal grâce à ses stratoïdes boostées.

### Création de la marque Jackson
En 1980, Randy Rhoads, récemment membre de Ozzy Osbourne, rencontre Grover Jackson pour se faire faire une guitare sur mesure. Randy Rhoads souhaitait une guitare plus anguleuse que sa Flying V. Aidé du personnel Charvel (Grover Jackson, Tim Wilson et Mike Shannon), ils travaillèrent sur un tout nouveau design, et créèrent la Concorde, une guitare à fort caractère. Celle-ci avait un design très agressif (forme inspirée de la Gibson Flying V, mais plus anguleuse avec la pointe du bas plus courte que celle du haut, nommée par la suite forme « Randy Rhoads » ou « Rhoads model » chez Jackson), et tellement différent du reste de la production Charvel (type stratocaster), que Grover Jackson décida de ne pas la commercialiser sous le nom Charvel, mais plutôt Jackson (afin de ne pas choquer et perdre une clientèle habituée aux Stratocaters et y associant dorénavant Charvel). La marque Jackson était née et la « Randy Rhoads » devint la guitare symbolique de la marque.

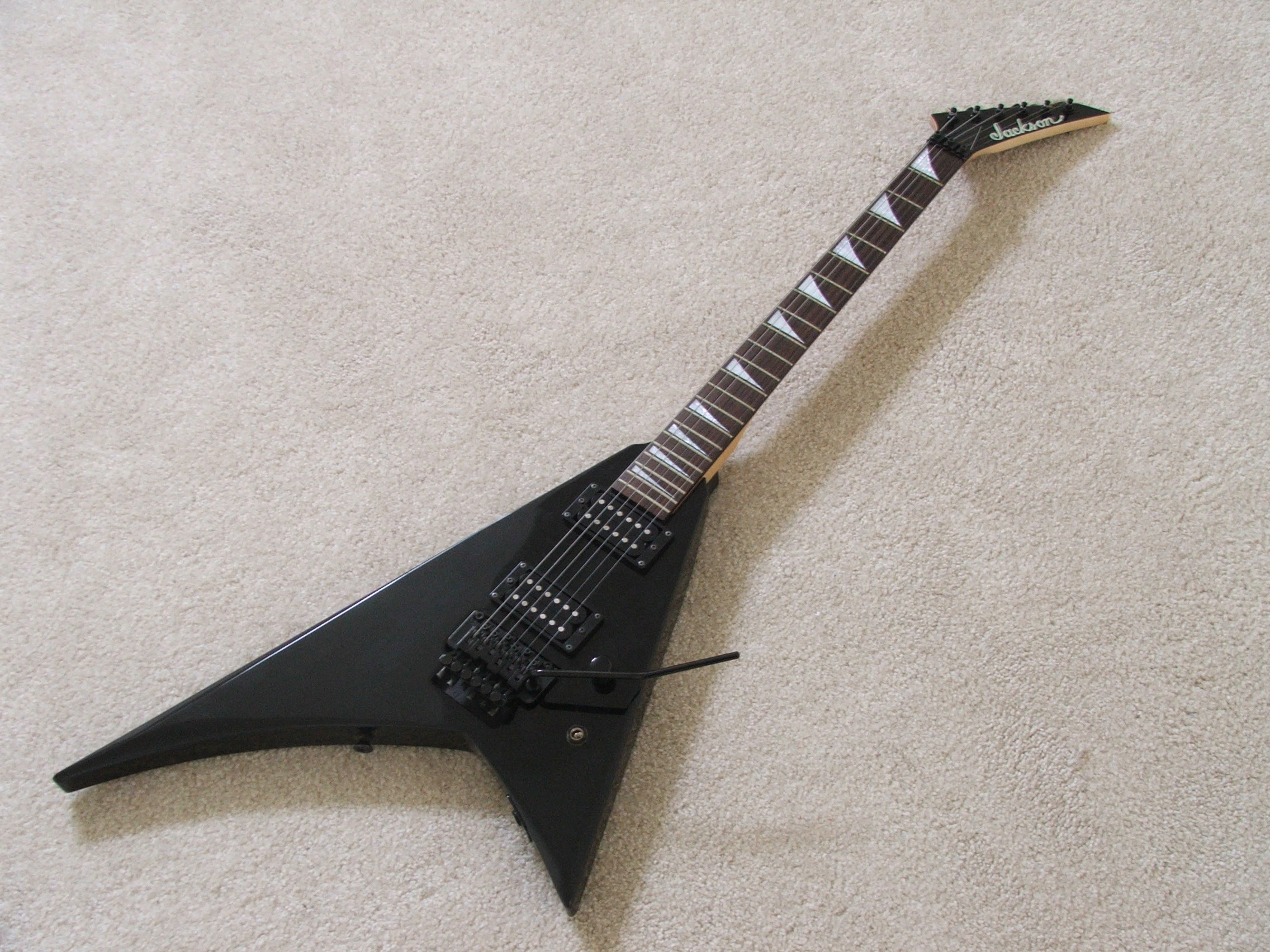
Randy Rhoads.

Jackson commença alors à créer des guitares aux formes anguleuses, Randy Rhoads, Kelly (inspirée de la Gibson Explorer), King V (inspiré de la Flying V)... mais aussi les premières « superstrats » avec manche 24 cases traversants (soloist) ou vissés (Dinky), fins et rapides, micros doubles puissants, frettes jumbo et vibratos flottants pour les virtuoses (shredders).
En 1985, Grover Jackson décide de commencer la production de masse. Il s’associe alors à IMC (International Music Corporation). La production de masse commence, avec les CH1 à CH6 Charvel. Ces modèles japonais arborent des plaques « Fort Worth », qui correspond à l’adresse de la maison mère IMC. Charvel produit donc plus des stratoïdes à manches vissés, mais les lois du marché font qu'ils produiront aussi des Randy Rhoads et des guitares à manches conducteurs. Dans la même idée, Jackson produit aussi des guitares à manches vissés et des stratoïdes.
En 1986, les ateliers de production déménagent de San Dimas (3 ateliers différents installés dans la région de San Dimas), vers Ontario (puis Ontario et sa région attenante, il y a de nouveau 3 ateliers à la fin de la période Ontario), toujours en Californie. Quelques guitares fabriquées à Ontario sortent encore avec des plaques San Dimas, le temps d’écouler les stocks de plaques.
De 1984 à 1989, Grover Jackson passe beaucoup de temps en allers-retours entre les États-Unis, la Corée et le Japon pour optimiser la production (au départ, production de Charvel asiatiques, puis de Charvette, et enfin des modèles Jackson Professional).
En 1989-90, Grover Jackson se sépare définitivement de la marque, et la revend à AMIC (Akai Musical Instruments Company), qui développe encore la production asiatique.
Les deux marques, Charvel et Jackson, qui appartiennent depuis Octobre 2002 à Fender, ont encore gardé leurs spécificités d'époque et des personnalités distinctes : Charvel restant assez classique et rock péchu, et Jackson plus typé hard-rock et métal moderne.
Puis depuis 2003, la production USA déménage dans les locaux de Fender à Corona, en Californie. Les bureaux de Jackson, quant à eux, sont à Scottsdale, en Arizona, avec ceux de Fender.
Wayne Charvel n'a plus eu aucun lien avec les Charvel/Jackson depuis 1978. Il a essayé diverses marques sans succès, la dernière étant les « Waynes Guitar », qui ressemblent vaguement aux San Dimas des années 1980 (Stratocasters avec déco des années 1980). Grover Jackson, quant à lui, a revendu la marque à Akai en 1989-90. Depuis, il a servi, entre autres, de consultant pour Washburn USA, MusicMan et B.C. Rich (il était très lié à Bernie Rico Senior). Il vit actuellement une retraite en Californie.

## Jackson Made in Japan (MIJ)

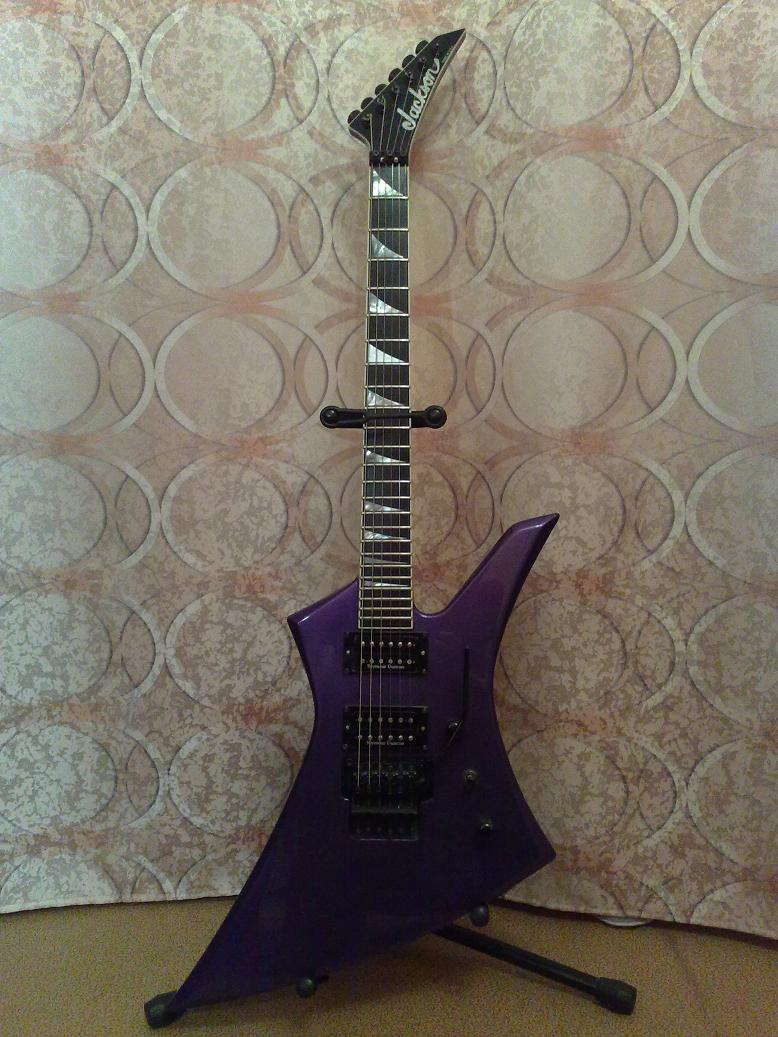
Jackson Kelly.

Les Jackson/Charvel d'importation sont construites au Japon depuis le printemps 1986. De 1986 à 1994, Jackson avait un contrat avec une compagnie appelée Kyowa-Shokai, qui utilisait son usine Chushin Gakki à Nagano pour construire ces Charvel et Jackson. Lorsque le contrat a expiré en 1994, Kyowa-Shokai a décidé de ne pas renouveler leur contrat avec Jackson, partiellement dû au fait que Grover Jackson avait vendu Jackson USA à IMC. Cependant, à l'usine de Chusin Gakki, on a pensé qu'il y avait un marché pour les Jackson au Japon, mais à cause de l'expiration de leur contrat avec Jackson, ils ont été forcés de choisir d'autres noms pour produire ces guitares typées (pour lesquelles ils détiennent le contrat de Trademark), comme « Grover Jackson », « Team CJ » et « Jackson Stars ».
Les marques « Grover Jackson » et « Team CJ » ont été abandonnées après 2001 et à l'heure actuelle, Chushin Gakki produit les guitares sous le nom « Jackson Stars ». C'est par ailleurs la même usine qui produit les Jacksons MIJ pour le reste du monde. Il existe certains modèles de « Jackson Stars » faites aux États-Unis au Custom Shop, par les luthiers habituels de Jackson, mais ces guitares restent dans le cadre de séries limitée. De ce fait, il existe aussi des « Grover Jackson » et « Team CJ » faites aux États-Unis.

## Modèle guitare Jackson
Les principales formes de guitares Jackson sont les suivantes :
- Jackson Randy Rhoads (RR) : Inspirée de la Flying V (Gibson), guitare en V asymétrique créée en collaboration avec Randy Rhoads qui fut à l'origine de la création de la marque. Les spécifications classiques sont un manche traversant 22 cases et 2 humbuckers, mais elle existe aussi en manche vissé et avec d'autres configurations de micros ;
- Jackson Soloist (SL) : Superstrat à manche traversant sans pickguard (tirée des Charvel, elles-mêmes copies de Stratocasters) ;
- Jackson Dinky (DK) : Superstrat à manche vissé sans pickguard ;
- Jackson Kelly (KE) : Inspirée de la Gibson Explorer en plus anguleux ;
- Jackson King V (KV) : V symétrique inspiré de la Flying V ;
- Jackson Warrior (WR) : forme en X asymétrique et anguleux ;
- Jackson Mark Morton Dominion (DM) ;
- Jackson Phil Demmel Demmelition V (DKV) ;
- Jackson Adrian Smith San Dimas Dinky (SD) : copie totale de la Fender stratocaster.

D'autres formes sont aussi disponibles sur le custom shop comme la Roswell Rhoads, la Kelly Star ou la Death Kelly.

## Les séries Jackson
Comme chez beaucoup d'autres marques, Jackson divise ses modèles en plusieurs catégories :
- concert bass : la seule série regroupant les guitares basses fabriquées par Jackson ;
- série JS : (JS11 et JS30) Cette série est la plus accessible au public (et plus bas de gamme). Elle regroupe les modèles les moins chers de la marque, puisque le prix va de 150 € à 300 € selon le modèle. Ces guitares sont équipées de micros Jackson CVR2. Seul le modèle JS30dk dispose d'un Floyd Rose sous licence. Les autres modèles se contentent de Tune-O-Matic ou encore de chevalet Tremolo ;
- professional :  Durant les années 1990, elle regroupait toutes les Jackson japonaises. On trouve donc dans cette série toutes sortes de finitions. Elles peuvent aussi bien se rapprocher des US (avec notamment les PRO) que des JS actuelles (les STD et EX). Cette série a été stoppée en 1998 pour être remplacée par la série X (remplace les STD) et la série PRO (remplace les XL) ;
- performer : Comme pour la série professionnal, elle n'est plus produite aujourd'hui. Elle est apparue en 1996 et regroupe l'entrée de gamme de l'époque. Elle a été arrêtée en 2001. À noter qu'il n'y avait pas de KV en performer mais on pouvait y trouver des basses. Elle est remplacée aujourd'hui par les JS mais elles ne sont plus toutes produites au Japon ;
- série X : les guitares de la série X sont des guitares fabriquées en Inde, ce qui explique leur prix bon marché. Ce sont des modèles qui se situent entre le bas de gamme et le milieu de gamme. Elles sont équipées d'un corps en tilleul. Les micros de cette série varient entre des Seymour Duncan (souvent des design), et des EMG (81,85) ;
- série Pro : modèles milieu de gamme. On y trouve des modèles Signatures comme la Jackson Matt Tuck signature ou Phil Demmel King V. Ces guitares sont équipées de micros Seymour Duncan SH2 Jazz (neck) et Seymour Duncan TB4 (bridge) pour la plupart, hormis quelques exception comme la RR5 qui possède un Seymour Duncan SH4 en chevalet, ou encore les modèles signatures qui sont équipées à la demande de l'artiste ;
- série MG : cette série regroupe des modèles Jackson japonais, non signature, mais pourvus de micros EMG. À l'origine la série était montée en EMG-HZ (H3) passifs et munis d'un boost « turbocharger » (EMG-AB), mais ils furent abandonnées par des EMG 81 et 85 au bout de quelques années ;
- Jackson Stars : Ce sont des modèles japonais exclusivement réservés au Japon. On y retrouve à quelques différences près les répliques exactes des modèles USA ;
- série USA Select : modèles haut de gamme. Guitares fabriquées aux États-Unis, proposant des modèles classiques (RR, SL, DK, KV, KE, WR). Ils sont fabriqués en série au custom shop Jackson. La finition y est donc exemplaire et les guitares sont d'excellente qualité. Les micros utilisés sont principalement des Seymour Duncanssauf pour la DK équipée en EMG. Les autres modèles haut de gamme sont fabriqués au Japon (Série Pro, MG). Dans les années 1980-1990, les USA series étaient divisées en 2 catégories :
  - les Student avaient une touche palissandre, repères par points et des micros Jackson passifs,
  - les Custom avaient la touche ébène, repères dents de requin et des micros Jackson actifs ;
- Custom Shop : modèles sur mesure réalisés par les luthiers de la marque. Les tarifs sont réalisés en fonction des envies du client (choix des micros, bois etc). Guitares produites aux États-Unis selon les spécifications du client. Le Custom Shop Jackson est réputé pour ses dessinateurs qui font sur les guitares des dessins de qualité. C'est le très haut de gamme de la marque en termes de choix des matériaux et des finitions.

## Artistes ou groupes jouant (ou ayant joué) avec des modèles Jackson
- Jeff Hanneman (Slayer) Jackson Custom Shop Soloist
- Scott Ian (Anthrax): Jackson RR1, Jackson KV2, Jackson SI 1, Jackson T-1000, Jackson SL1 1987, Jackson SL Custom Shop « NOT », Jackson Custom Shop Randy Rhoads
- Dan Spitz ex-(Anthrax): Jackson San Dimas Charvel Bengal, Randy Rhoads Bengal, Randy Rhoads Sgt Nick Fury, Howard the Duck, Bugs/Daffy, Megaton Man, #1 TMNT Dinky Rhoads,TMNT Soloists, Turtles over sand, Turtles in space, transblack Quilt RR, 24 frett Dinky Rhoads, player's choice RR
- Joseph Duplantier (Gojira) : Jackson SLSMG
- Matt Tuck (Bullet for My Valentine) : Jackson RR1T, Jackson Matt Tuck Signature
- Phil Demmel (Machine Head) : Jackson Phil Demmel Signature Demmelition King V
- Mark Morton (Lamb of God) : Jackson Dominion
- John Campbell (Lamb of God)
- Adrian Smith (Iron Maiden): Jackson San Dimas Adrian Smith
- Chris Beattie (Hatebreed): Jackson Chris Beattie Concert Bass
- Phil Collen (Def Leppard): Jackson PC-1
- Rick Savage (Def Leppard)
- Randy Rhoads (Ozzy Osbourne) : Jackson Randy Rhoads
- Alexi Laiho (Children Of Bodom) : Jackson RR Custom shop
- Roope Latvala (Children Of Bodom, Stone): Jackson RR Custom Shop
- Kirk Hammett  (Metallica): Jackson Randy Rhoads Custom Shop, Jackson SL2
- James Hetfield (Metallica) : Jackson King V
- Marty Friedman (Cacophony) (Megadeth) : Jackson Kelly Friedman (KE1)
- Dave Mustaine (Megadeth) :  Jackson Dave Mustaine KV1
- David Ellefson (Megadeth) (F5) : Jackson Concert Bass Custom Shop
- Petri Lindroos (Ensiferum) : Jackson Soloist SL2H, Jackson Dinky, Jackson Dx10d (vue dans « Mirror of Madness »)
- Gene Simmons  (KISS)
- Robbin Crosby (Ratt) : Jackson King V
- Chris Holmes (WASP) : Jackson RR, Jackson Star
- Mille Petrozza (Kreator) : Jackson King V Mille Phobia Signature
- Slash (Guns N' Roses)
- Flow (The Brothers Asakawa) : Jackson kv (white with black labels)
- Tom Kaulitz (Tokio Hotel) : Jackson King V (white)
- Mick Thompson (Slipknot) jackson pro series soloist signature SL2 - USA signature Mick Thompson soloist